# العلاقات النرويجية التركية
العلاقات النرويجية التركية هي العلاقات الثنائية التي تجمع بين النرويج وتركيا.

## مقارنة بين البلدين
هذه مقارنة عامة ومرجعية للدولتين:
| وجه المقارنة                                              | النرويج                                                   | تركيا         |
| --------------------------------------------------------- | --------------------------------------------------------- | ------------- |
| المساحة (كم2)                                             | 385.21 ألف                                                | 783.56 ألف    |
| عدد السكان (نسمة)                                         | 5.33 مليون                                                | 80.14 مليون   |
| الكثافة السكانية (ن./كم²)                                 | 13.84                                                     | 102.28        |
| العاصمة                                                   | أوسلو                                                     | أنقرة         |
| اللغة الرسمية                                             | بوكمول، لغات السامي، نينوشك، اللغة النرويجية              | اللغة التركية |
| العملة                                                    | كرونة نروجية                                              | ليرة تركية    |
| الناتج المحلي الإجمالي (بليون دولار)                      | 398.83 مليار                                              | 851.10 مليار  |
| الناتج المحلي الإجمالي (تعادل القوة الشرائية) بليون دولار | 322.23 مليار                                              | 1.57 تريليون  |
| الناتج المحلي الإجمالي الاسمي للفرد دولار أمريكي          | 74.40 ألف                                                 | 9.12 ألف      |
| الناتج المحلي الإجمالي للفرد دولار أمريكي                 | 65.61 ألف                                                 | 19.79 ألف     |
| مؤشر التنمية البشرية                                      | 0.944                                                     | 0.761         |
| رمز المكالمات الدولي                                      | +47                                                       | +90           |
| رمز الإنترنت                                              | .no                                                       | .tr           |
| المنطقة الزمنية                                           | ت ع م+01:00، ت ع م+02:00، توقيت وسط أوروبا، أوروبا/أوسلو ‏ | ت ع م+03:00   |

## مدن متوأمة
في ما يلي قائمة باتفاقيات التوأمة بين مدن نرويجية وتركية:
- ترتبط شيركنيس مع قارص باتفاقية توأمة.
- ترتبط أوسلو مع أرتوين باتفاقية توأمة منذ 2001.
- ترتبط Mosjøen [الإنجليزية]‏ مع سينوب باتفاقية توأمة.

## منظمات دولية مشتركة
يشترك البلدان في عضوية مجموعة من المنظمات الدولية، منها:
| علم المنظمة | اسم المنظمة                               | تاريخ انضمام النرويج | تاريخ انضمام تركيا |
| ----------- | ----------------------------------------- | -------------------- | ------------------ |
|             | بنك التنمية الآسيوي                       | 1966                 | 1991               |
|             | وكالة ضمان الاستثمار متعدد الأطراف        | 9 أغسطس 1989         | 3 يونيو 1988       |
|             | منظمة التعاون الاقتصادي والتنمية          | ?                    | ?                  |
|             | الأمم المتحدة                             | 27 نوفمبر 1945       | 24 أكتوبر 1945     |
|             | الوكالة الدولية للطاقة                    | ?                    | ?                  |
|             | الفريق المعني برصد الأرض                  | ?                    | ?                  |
|             | مركز تنسيق الحركة في أوروبا ‏              | ?                    | ?                  |
|             | منظمة حظر الأسلحة الكيميائية              | ?                    | ?                  |
|             | منظمة التجارة العالمية                    | 1995                 | 26 مارس 1995       |
|             | منظمة الشرطة الجنائية الدولية             | ?                    | ?                  |
|             | البنك الإفريقي للتنمية                    | 1963                 | ?                  |
|             | منظمة الأمن والتعاون في أوروبا            | 25 يونيو 1973        | 25 يونيو 1973      |
|             | مؤسسة التنمية الدولية                     | 24 سبتمبر 1960       | 22 ديسمبر 1960     |
|             | حلف شمال الأطلسي                          | 4 أبريل 1949         | 18 فبراير 1952     |
|             | نظام تحكم تكنولوجيا القذائف               | 1990                 | 1997               |
|             | يونسكو                                    | 4 نوفمبر 1946        | 4 نوفمبر 1946      |
|             | مجلس أوروبا                               | 5 مايو 1949          | 9 أغسطس 1949       |
|             | اتحاد المدفوعات الأوروبي ‏                 | ?                    | ?                  |
|             | الاتحاد البريدي العالمي                   | ?                    | ?                  |
|             | البنك الدولي للإنشاء والتعمير             | 27 ديسمبر 1945       | 11 مارس 1947       |
|             | اتفاقية السماوات المفتوحة                 | ?                    | ?                  |
|             | المنظمة الهيدروغرافية الدولية             | ?                    | ?                  |
|             | الاتحاد الدولي للاتصالات                  | 1866                 | 1866               |
|             | مؤسسة التمويل الدولية                     | 20 يوليو 1956        | 19 ديسمبر 1956     |
|             | المنظمة الأوروبية لسلامة الملاحة الجوية   | 1994                 | 1989               |
|             | المركز الدولي لتسوية المنازعات الاستشارية | 15 سبتمبر 1967       | 2 أبريل 1989       |
|             | مجموعة أستراليا                           | 1986                 | 2000               |
|             | مجموعة الموردين النوويين                  | ?                    | ?                  |

## وصلات خارجية
- موقع وزارة الخارجية النرويجية
- موقع وزارة الخارجية التركية